# 三式探信儀
三式探信儀（3しきたんしんぎ）または三式水中探信儀（3しきすいちゅうたんしんぎ）は、大日本帝国海軍が開発した艦艇搭載用の水中探信儀（アクティブ・ソナー）。

## 開発の経緯
太平洋戦争の開戦時、日本海軍では艦艇搭載用の探信儀として､フランスより輸入したSCAM式探信儀を参考に開発した九三式探信儀を駆逐艦や駆潜艇等の各種艦艇に装備していたが、同機は送受波器に整流覆（ソナードーム）がなく自艦発生雑音が大きい事や指向性が先鋭すぎて探知後の失探が多い事、また九三式探信儀で使用されていた水晶式送受波器は衝撃に極めて弱いため､爆雷攻撃の直前に送受波器を艦内に収容しなければならず､敵艦直上で確認ができないと言った欠点が指摘されていた。
そのため昭和16年に派独使節団の調査より方向と距離を同時に測れる水中探信儀の情報がもたらされると、艦政本部はドイツ駐在の海軍武官に現物と図面入手するように指示したが、話し合いが成立しても現物の到着には時間が掛るので､ドイツの新型探信儀の情報をもとに日本電気と音響研究部が協力してブラウン管上に反射波を表示できる特殊型探信儀の研究開発が進められた。この探信儀は1943年（昭和18年）にドイツの特設巡洋艦（仮装巡洋艦）が訪日した際に現品を調査する機会を得たことで詳細な計画が完成し、つづいて試作品が製作されてその能力が極めて有効であると認められた為､昭和18年末に三式探信儀として国産化された。

## 装置概要
三式探信儀はドイツ海軍で使用されていたS装置(S-Anlage)を参考にした聴音探信装置で、これは2つの磁歪式振動子よりなる送受波器と二組の映像器と特殊受振器を使用して目標艦船の推進器音より発生する超音波の到来方向をブラウン管上に表示し､さらに任意の時刻に探信を行い目標までの距離を測定するもので､1943年以降に急速に発達した。1944年（昭和19年）に三式探信儀二型が海防艦｢千振｣に装備実験され､極めて良好な成績であった事から駆逐艦、海防艦、商船などに急速に装備される事となった。用途によって構造が若干異なる数種の派生型が存在し、高速艦艇や空母､戦艦などの大型艦用で昇降式の「一型」、哨戒艦艇用の「二型」、商船用に二型を簡略化した「三型」、潜水艦用の「四型」、軽便探信儀に代わる駆潜艇や哨戒特務艇用の「五型」及び「六型」が存在した。
映像器
本器の作動原理は目標からの反響音を2個の磁歪式振動子よりなる送受波器で受け、それぞれの信号を和動と差動の2種類の接続に分けてブラウン管の上下左右の偏光板に加え､表示された直線状の光点の角度から目標の方向を直接読み取ろうとするものだった。反響音を探知した時にブラウン管に表示される光点は､送受波器が目標に正対すると直立し､少しでも横に向いて傾斜を持つとそれに合せて光点も傾くため､送受波器を旋回させて光点が直立する方向を求める事で目標の精確な方向を判定する事が可能で、光点が立った位置の距離目盛を読取る事で目標までの距離を判定する事ができた。この方式は九三式探信儀や軽便式探信儀等の最大感度法の探信儀と比較して捜索幅が遙かに大きく方向精度も良好だった為、捜索探知後の保続探知が格段に容易であった。また､700ｍから800mの範囲では受聴器を使用して推進器音を聴取する事もできたので、ブラウン管の映像と併せる事で可視式聴音機としても使用可能であり､視覚と聴覚を併用してより確実に目標を探知する事ができた。
水上艦艇に搭載される映像器には艦橋用と水測室用の2つの映像器があり､内部機構の配置が異なるものの､どちらも機能と形状はほぼ同一であり､装置前面中央にブラウン管の映像を読取るための長方形の窓がついていた。潜水艦用の四型には機能と形状が異なる探信用と聴音用の2つの映像器があり前者は探信・聴音兼用､後者は聴音用として使用された。探信用映像器は装置前面上部に窓があり､それまでのブラウン管の光点を直接読取る方式から､装置内部の距離目盛盤の前方にある半透明の回転鏡に反射鏡で投影された光点を読取る方式へと変更された。この方式は使用者がどの位置から見ても光点が目盛盤上の特定の位置にあるように見えるので使用者の負担を軽減できる利点があった。聴音用映像器は探信用よりも小型で､装置前面に円形の窓があり､ここからブラウン管の映像を直接見る事ができた。
発振器・送受継電器
発振器は送波器に高周波電力を供給する装置であり､三式探信儀の量産が始まった当初は一般的な真空管式の物が使用されていた。しかし､この装置は構造的に生産性が非常に悪く､また発信用真空管の生産が電波兵器用と競合して極めて不足し､整備に支障をきたす事が予想された。このため鹵獲した英国製探信儀ASDICの高周波発電機を参考として国産化した高周波発電機が日立製作所研究室での研究試作を経て量産された。この高周波発電機は16kcから19kcの可変周波数で､計画力量は2KVAであり､2秒おきに0.12秒の発信をさせた時に13kcで10KW以上の出力を得られ､0.12秒間の周波数降下は150サイクル程度であったため十分実用に供しえると判断された。また､この発電機を使用すれば発振装置が不用となり装置を非常に簡略化できる利点があったため､主に三式探信儀三型(商船用)に相当数使用された。送受波器と発振器および映像器間の電路の切換えを行う装置である送受継電器にはロータリー式の物が使用され､これはトルクモーター、送受切換部、扉開閉器､偏倚電圧短絡部などよりなっていた。
送受波器
送受波器は発振器から高周波電力を供給されて水中に超音波を発すると共に､目標からの反響音を受振して再び高周波電力に変換するもので､それまで九三式探信儀で使われていた水晶式に代わりAF(アルフェロ)合金を使用した共振周波数13～20kcの磁歪式送受波器が採用された。この送受波器は適当な間隔で横並びに配列された2つの角型磁歪式振動子で構成され､送波の場合はこれを同一の位相で使用して約60度程度の方向性を持たせ､受振の場合は個別に使用して受振方向による位相差によりブラウン管上に傾きを持った光点を得る物だった。なお送受波器はキール線上に開口する事による船体強度等に対する配慮からキール線を外して装備された。このため装備位置の反対舷の目標に対する探知能力が甚だしく低下したので､海防艦等の対潜艦艇は1隻につき本機を2組を装備していた。
また本機の特徴の一つに初めて送受波器に整流覆を装備した点がある。これはイギリスから鹵獲したASDICに附属していた物を参考にしたもので､送受波器を厚さ1mm程度の鉄板の流線形覆で包んだ事で､送受波器に直接衝突する水流による雑音が非常に減少し､その効果は鉄板を音波が通過する際の損失を補って余りあるものだった。また直接水流を受けなくなった事で操縦装置を非常に簡略化できるようになり、手動でも操作可能になった。
|               |               | 一型              | 二型                       | 三型                       | 四型             | 五型             | 六型             |
| 装備艦種      | 装備艦種      | 巡洋艦 駆逐艦     | 哨戒艦艇                   | 商船                       | 潜水艦           | 小舟艇           | 小舟艇           |
| ------------- | ------------- | ----------------- | -------------------------- | -------------------------- | ---------------- | ---------------- | ---------------- |
| 周波数（kc）  | 周波数（kc）  | 13,14.5           | 13,16                      | 16                         | 20               | 16               | 14.5             |
| 探知能力（m） | 探知能力（m） | 12ktで約2,000     | 12ktで約2,000              |                            | 3~5ktで約3,000   | 12ktで約1,000    | 12ktで約1,000    |
| 測距精度（m） | 測距精度（m） | ±100              | ±100                       | ±100                       | ±100             | ±50              | ±50              |
| 指向性（度）  | 指向性（度）  | 18,30             | 30                         | 同左                       | 7                | 30               | 18               |
| 方向精度(度)  | 方向精度(度)  | ±2                | ±2                         | ±2                         | ±1               | ±2               | ±2               |
| 音波型式      | 音波型式      | 非減衰波          | 非減衰波                   | 非減衰波                   | 非減衰波         | 非減衰波         | 非減衰波         |
| 発振器        | 発振器        | 真空管式          | 真空管式または高周波発電機 | 真空管式または高周波発電機 | 真空管式         | 真空管式         | 真空管式         |
| 受信機        | 受信機        | 相位計式          | 相位計式                   | 相位計式                   | 相位計式         | 相位計式         | 相位計式         |
| 指示方式      | 指示方式      | ブラウン管式      | ブラウン管式               | ブラウン管式               | ブラウン管式     | ブラウン管式     | ブラウン管式     |
| 送波器        | 送波器        | 磁歪式（AF合金）  | 磁歪式（AF合金）           | 磁歪式（AF合金）           | 磁歪式（AF合金） | 磁歪式（AF合金） | 磁歪式（AF合金） |
| 操縦装置      | 昇降          | 電動式            | 固定                       | 固定                       | 電動式または固定 | 手動式           | 手動式           |
| 操縦装置      | 旋回          | 手動式            | 電動式                     | 電動式                     | 電動式           | 手動式           | 手動式           |
| 操縦装置      | 整流覆        | 昇降式            | 固定                       | 固定                       | 無               | 手動式           | 手動式           |
| 電源          | 発振用        | AC 220V           | AC 220V                    | AC 220V                    | AC 220V          | AC 220V          | AC 220V          |
| 電源          | 受信用        | AC 220V           | AC 220V                    | AC 220V                    | AC 220V          | AC 220V          | AC 220V          |
| 電源          | 操縦用        | AC 440Vまたは220V | AC 440Vまたは220V          | AC 440Vまたは220V          | DC 220V          |                  |                  |
| 総重量（kg）  | 総重量（kg）  | 約4,500           | 約1,500                    | 約1,200                    | 約1,200          | 約400            | 約500            |

## 探知性能
三式探信儀の探知性能について、1944年(昭和19年）10月12日に呉で開かれた対潜兵器懇談会の摘録では海防艦「千振」による試験成績と、｢大体2700mまで効果があり､最短距離は100m迄なり｣という対潜訓練隊の評価が記録されている。ただし､水測兵器の性能は水中の環境や目標および自艦の状況により大きく変化した。
| 目標              | 潜水艦方位角 | 潜水艦深度 | 探知速力 | 探知距離 |
| ----------------- | ------------ | ---------- | -------- | -------- |
| 潜水艦 （速力3kt) | 0度-180度    | 30m        | 10kt     | 3,500m   |
| 潜水艦 （速力3kt) | 90度         | 60m        | 10kt     | 3,000m   |
| 潜水艦 （速力3kt) | 0度-180度    | 60m        | 10kt     | 2,000m   |
| 潜水艦 （速力3kt) |              | 30m        | 14kt     | 2,500m   |
| 潜水艦 （速力3kt) |              | 60m        | 14kt     | 1,200m   |
| 潜水艦 （速力3kt) |              |            | 16kt     | 1,000m   |

| 探知速力 | 最大探知距離 | 確実探知距離 | 最小探知距離 |
| -------- | ------------ | ------------ | ------------ |
| 10       | 6,000m       | 3,000m       | 150m         |
| 14       | 3,000m       | 2,000m       | 150m         |